# Ptenomela buzeneti
Ptenomela buzeneti är en skalbaggsart som beskrevs av Soula 2002. Ptenomela buzeneti ingår i släktet Ptenomela och familjen Rutelidae. Inga underarter finns listade i Catalogue of Life.